# جائزة اليابان الكبرى 1996
جائزة اليابان الكبرى 1996 هو سباق فورمولا 1 أقيم بتاريخ 13 أكتوبر 1996 في ميه، اليابان. كان السادس عشر من أصل 16 في بطولة العالم لسباقات الفورمولا واحد موسم 1996. حلّ البريطاني دايمون هيل أولا بينما جاء الألماني مايكل شوماخر في المركز الثاني وحصل على المركز الثالث الفنلندي ميكا هاكينن.